# Jezus van Nazareth (EO)
Jezus van Nazareth is een televisieprogramma van de Evangelische Omroep, gepresenteerd door Kefah Allush waarin hij afreist naar verschillende gebieden in de wereld om te onderzoeken hoe het christendom kon uitgroeien tot de grootste godsdienst. 

## Achtergrond
In de eerste reeks van vier afleveringen uit 2018, getiteld 'Jezus van Nazareth' is Allush in Israël, waar hij op zoek gaat naar de historische Jezus van Nazareth.  
In de tweede serie uit 2020, getiteld 'Jezus van Nazareth verovert de wereld', onderzoekt Allush hoe deze kleine Joodse sekte uit kon groeien tot de grootste godsdienst op aarde. Hij kruipt in de huid van twee apostelen, Jezus' volgelingen van het eerste uur; de apostelen Petrus en Judas Taddeüs, en gaat naar Israël, Turkije, Italië en Armenië.
In de derde serie uit 2021, getiteld 'De vrouwen van Jezus van Nazareth', ontrafelt Allush de verhalen rond vier vrouwen uit het christendom. Hij reist naar Frankrijk voor Maria Magdalena, naar Turkije en Polen voor de moeder van Jezus, Maria, naar Duitsland en Italië voor Helena Augusta) en naar Georgië voor Nino van Georgië.
De vierde serie uit 2023 had als titel 'Jezus van Nazareth naar alle windstreken'. Daarin reist Allush in de voetsporen van belangrijke christelijke wegbereiders naar de randen van Europa. Hij bezoekt Ierland voor St. Patrick, Tunesië en Italië voor Augustinus van Hippo, Bulgarije 
voor Cyrillus en Methodius en naar Finland voor bisschop Hendrik van Uppsala.